# Höchststau
Mit Höchststau ist der genormte Begriff Höchstes Stauziel gemeint. Er gibt die Höhe des Stauspiegels über der jeweils gültigen Bezugshöhe in Metern an, und zwar beim größtmöglichen Überlauf über die Hochwasserentlastung.
Das Höchste Stauziel setzt sich zusammen aus der baulichen Vollstau-Höhe und der dynamischen Überfallhöhe; letztere hängt ab vom gewählten Bemessungshochwasser.
Landläufig wird mit dem Begriff auch die historisch höchste Staumarke eines Gewässers bezeichnet. 